# 1993 في اليمن
فيما يلي قوائم الأحداث التي وقعت خلال عام 1993 في اليمن.

## أحداث
- 27 أبريل – الانتخابات البرلمانية اليمنية 1993

## سياسة

### تعيين في المنصب
- 30 مايو – أحمد محمد الآنسي وزير الاتصالات وتقنية المعلومات.
- 30 مايو – هيثم قاسم طاهر وزير الدفاع اليمني.

### انتهاء فترة المنصب
- 30 مايو – أحمد محمد الآنسي وزير الاتصالات وتقنية المعلومات.
- 30 مايو – هيثم قاسم طاهر وزير الدفاع اليمني.

## مواليد

### يناير
- 1 يناير – مدير الرداعي لاعب كرة قدم يمني.
- 1 يناير – ياسر علي الجابر لاعب كرة قدم يمني.

### فبراير
- 10 فبراير – صالح اليزيدي لاعب كرة قدم يمني.

## وفيات

### نوفمبر
- 26 نوفمبر – علي محسن المريسي (مواليد 1940) لاعب كرة قدم يمني.